# دامنه استفاده‌ها از لینوکس
علاوه بر توزیع‌های لینوکس که برای استفاده عمومی بر رومیزی و سرورها طراحی شده‌اند، توزیع‌ها ممکن است برای اهداف مختلفی از جمله پشتیبانی از معماری رایانه، سامانه‌های تعبیه‌شده، پایایی، امنیت، محلی‌سازی در یک منطقه یا زبان خاص، هدف‌گیری گروه‌های کاربری خاص، پشتیبانی از برنامه‌های رایانش بی‌درنگ یا تعهد به محیط دسکتاپ مشخص.
علاوه بر این، برخی از توزیع‌ها عمداً فقط نرم‌افزار آزاد را در بر می‌گیرند. از سال ۲۰۱۵، بیش از ۴۰۰ توزیع لینوکس به‌طور فعال توسعه یافته است، که حدود ۱۲ توزیع آن برای استفاده عمومی محبوب‌ترین هستند.

## رومیزی
محبوبیت لینوکس برای استفاده بر روی رومیزی‌‌ها طی سال‌های پیشین رو به فزونی بوده است. بیش‌تر توزیع‌های لینوکسی شامل محیط‌های رومیزی گرافیکی هستند و افزوده بر این‌ها، سه محیط رومیزی کی‌دی‌ایی پلاسما، اکس‌اف‌سی‌ایی و گنوم از سال ۲۰۱۵ میلادی تا اکنون محبوب‌ترین آن‌ها بوده‌اند.

اجزای نرم افزاری قابل مشاهده پشته دسکتاپ لینوکس شامل سرور نمایش، موتورهای ویجت و برخی از ابزارهای ابزارک گسترده تر است. همچنین اجزایی وجود دارند که مستقیماً برای کاربران نهایی قابل مشاهده نیستند، از جمله دی-باس و پلاس‌آودیو.

هیچ لینوکس رومیزی رسمی وجود ندارد: محیط‌های رومیزی و توزیع‌های لینوکسی اجزای نرم‌افزاری‌شان را از همایه نرم‌افزار‌های آزاد و متن‌بازی می‌گیرند که پیاده‌سازی روابط کاربری گرافیکی آن راهنمای طراحی کم و بیش سخت‌گیرانه‌ای دارد. برای نمونه گنوم، دستورالعمل‌های رابط انسان خوداش را برای راهنمای طراحی دارد که به رابط کاربری نقش مهمی می‌دهد، که نه تنها زمانی که طراحی گرافیکی انجام می‌دهید بلکه زمانی که متمرکز بر روی امنیت هستید یا در طراحی های‌تان افراد ناتوان را نیز در نظر می‌گیرید نیز خود را نشان می‌دهد.
طبیعت مشارکتی توسعه نرم‌افزار آزاد به گروه‌های توزیع‌یافته این اجازه را می‌دهد که بومی‌سازی زبان را در برخی از توزیع‌ها برای کاربری‌های بومی به‌جا بیاورند، که اتفاقا تولید سامانه‌های اختصاصی بومی در آن‌جا مقرون به صرفه نیست. برای نمونه، توزیع کنوپیکس برای زبان سینهالی به طور قابل توجهی زودتر از نسخه ویندوز اکس‌پی برای زبان سینهالی در دسترس قرار گرفت. در این مورد، گروه کاربران لینوکس لانکا بخش اصلی توسعه سامانه محلی را بر عهده داشت که با ترکیب دانش دانشمندان دانشگاه، زبان‌شناسی و کمک توسعه‌دهندگان محلی انجام شد.

### برنامه‌ها و کارکرد
کارکرد لینوکس‌های رومیزی یک موضوع بحث برانگیز هست؛ برای نمونه در سال ۲۰۰۷ کن کلیواس انجمن لینوکس را متهم به حمایت از کارکرد بر روی سرورها کرد. او بدلیل ناامیدی از عدم تمرکز بر روی رومیزی‌ها، از توسعه هسته لینوکس استعفا داد. از آن زمان تا کنون مقدار قابل توجهی توسعه برای بهتر کردن تجربه رمیزی‌ها شده است. پروژه‌هایی مانند سیستم‌دی و آپ‌استارت (در ۲۰۱۴ منسوخ شد) با هدف بوت‌کردن سریع‌تر توسعه داده شدند؛ وی‌لند و پروژه میر با هدف جایگزینی سامانه پنجره اکس و افزایش کارکرد رومیزی، امنیت و ظاهرسازی توسعه داده شده‌اند.
برنامه‌های فراوانی برای گستره مختلفی از سامانه‌عامل‌ها وجود دارد. برای نمونه فایرفاکس، لبیره‌آفیس و بلندر نسخه‌های قابل بارگیری برای سامانه‌عامل‌های مطرح دارند. افزوده بر آن برخی برنامه‌های از ابتدا برای لینوکس توسعه یافتند مانند پیجین و گیمپ که به واسطه محبوبیت‌شان برای سامانه‌عامل‌های دیگر (مانند ویندوز و مک‌اواس) هم طراحی شدند. علاوه بر این شمار رو به افزایشی از برنامه‌های مالکیتی بر روی لینوکس پشتیبانی می‌شوند، مانند اتودسک مایا و نوکِ شرکت فاندری که در لبه فن‌آوری پویانمایی و جلوه‌های بصری استفاده می‌شوند. برای داده‌های بیش‌تر به فهرست برنامه‌های مالکیتی منتشر شده بر روی لینوکس سر بزنید. هم‌چنین شرکت‌های فراوانی هستند که بازی‌های خود یا دیگران را برای لینوکس منتشر کرده‌اند، لینوکس هم‌چنین توسط سکوی استیم پشتیبانی می‌شود.
انواع دیگری از برنامه‌ها وجود دارند که برای ویندوز و مک‌اواس و هم‌چنین لینوکس در دسترس هستند. معمولاً، یک نرم‌افزار آزاد وجود دارد که کارکردهای یک برنامه کاربردی موجود در سامانه‌عامل دیگر را انجام می دهد، یا آن برنامه یک نسخه خواهد داشت که بر روی لینوکس نیز اجرا خواهد شد. مانند اسکایپ، برخی بازی‌های رایانه‌ای مانند دوتا ۲ و تیم‌فورترس ۲ و غیره. پروژه واین لایه سازگاری از ویندوز ارایه می‌دهد که می‌تواند برنامه‌های اصلاح نشده ویندوز را روی لینوکس اجرا کند. آن به واسطه منافع مالی شرکت‌ها شامل کدویورز حمایت‌مالی می‌شود که یک نسخه تجاری از آن را تولید می‌کنند. هم‌چنین از سال ۲۰۰۹ گوگل حمایت‌های مالی از واین رو آغاز کرده است. میان‌سکو یک راهکار مالکیتی بر پایه برنامه متن‌باز واین است،این برنامه از اجرای برنامه‌های ویندوزی مانند آفیس‌مایکروسافت یا نرم‌افزارهای شرکت اینتویت مانند کوییکن، کوییک‌بوک و ادوبی فتوشاپ نسخه سی‌اس۲ و بازی‌های فراوانی مانند دنیای وارکرفت پشتیبانی می‌کند. در موارد دیگر که نسخه‌های لینوکسی برخی برنامه‌ها در دسترس نیست مانند نشر رومیزی یا پروفشنال‌اودیو، یک برابر برای آن نرم‌افزار در لینوکس در دسترس است. هم‌چنین امکان اجرای برنامه‌هایی که برای اندروید نوشته شده‌اند در دیگر نسخه‌های لینوکس با انباکس موجود است.

### اجزا و نصب‌کردن
افزوده بر اجزای قابل مشاهده بیرونی مانند مدیر پنجره اکس، برنامه هایی که توسط سازمان رومیزی‌آزاد میزبانی می شوند، نقشی غیر آشکار اما کاملاً محوری دارند، مانند دی‌باس یا پالس‌آودیو. هر دو محیط رومیزی بزرگ (گنوم و کی‌دی‌ایی) آن را شامل می‌شوند. هر کدام از آنها فرانت‌اند گرافیکی را ارایه می‌دهند که با استفاده از ابزارهای متناظر نوشته شده‌اند(جی‌تی‌کی یا کیو‌تی). یک جز دیگر، نمایش‌گر سرور است که بیشترین مشارکت را با شیوه مدیر پنجره اکس در سمت خود داشته است. نرم‌افزارهای برجسته استفاده از مدیر پنجره اکس شامل سرور اکس‌اورگ و اکس‌لیب را به میان آورده‌اند. ناامیدی بابت شیوه دست و پا گیر هسته مدیر پنجره اکس و به خصوص افزونه‌های متعدد آن، باعث ایچاد شیوه نمایش سرور نویی به نام وی‌لند شد.
نصب، حذف و یا بروزرسانی نرم‌افزار در لینوکس معمولا توسط سامانه مدیریت بسته مانند سیناپتیک، پکیج‌کیت و یام انجام می‌شود. درحالی که بیشتر توزیع‌های بزرگ مخازن گسترده‌ای دارند که معمولا به ده‌ها هزار می‌رسد، برخی از آن‌ها که حتی توسط لینوکس هم نمی‌توانند اجرا شوند در مخزن رسمی نیز موجود اند. جایگزین بر آن، کاربران می‌توانند بسته‌ها را از روش مخزن‌های غیر اصلی نیز نصب کنند یا بسته پیش‌همگردان شده را مستقیما از وب‌سابت بارگیری کنند یا کد منبع آن را مستقیما همگردانی کنند. تمامی این روش‌ها درجه‌های سختی متفاوتی دارند، همگردانی کد منبع معمولا برای کاربران تازه وارد فرآیند سختی به حساب می‌آید اما شدیدا در توزیع‌‌های جدید مورد نیاز است و یک روش به خصوص برای لینوکس نیست.

### نمونه‌هایی از رابط‌های گرافیکی رومیزی

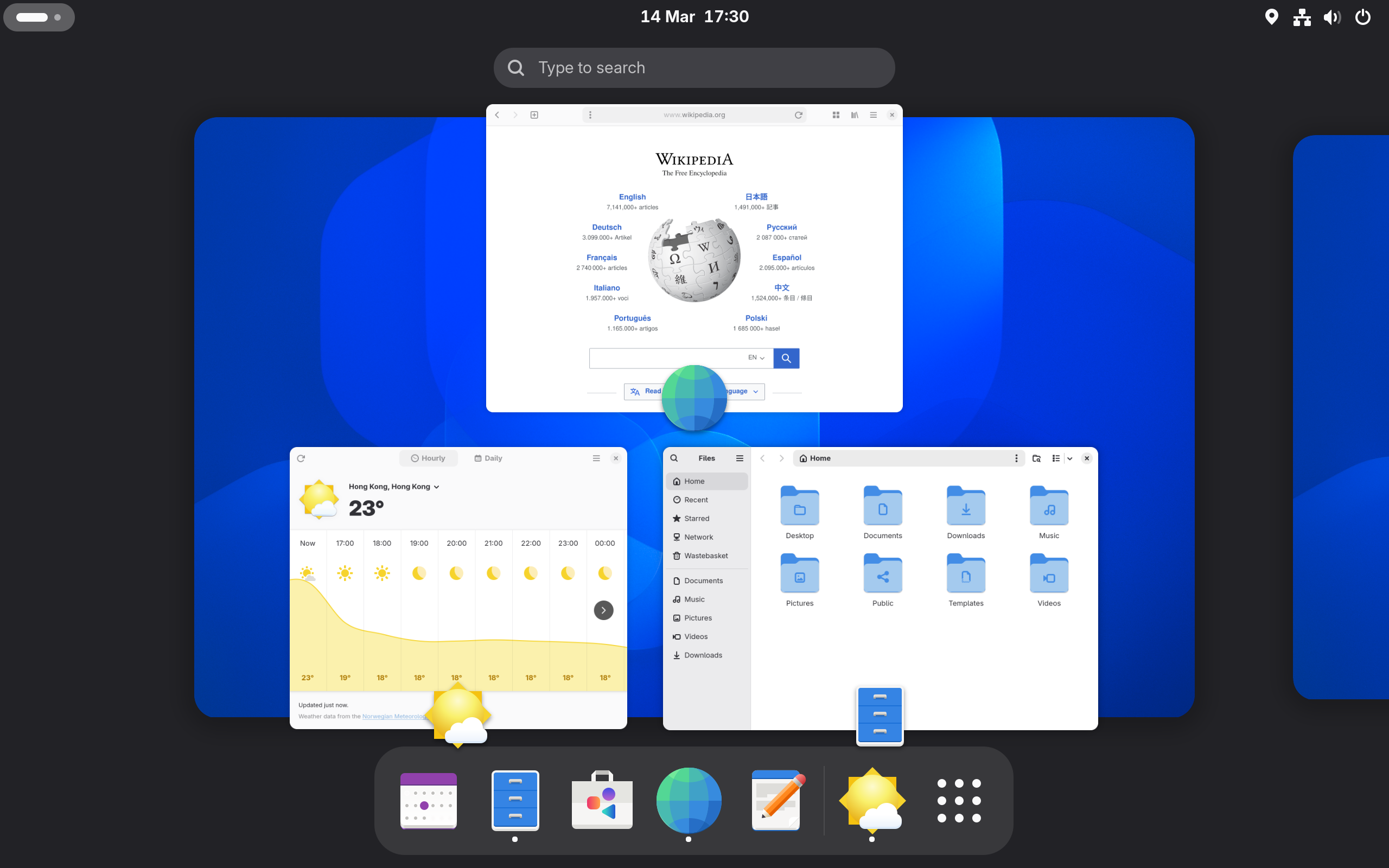
گنوم
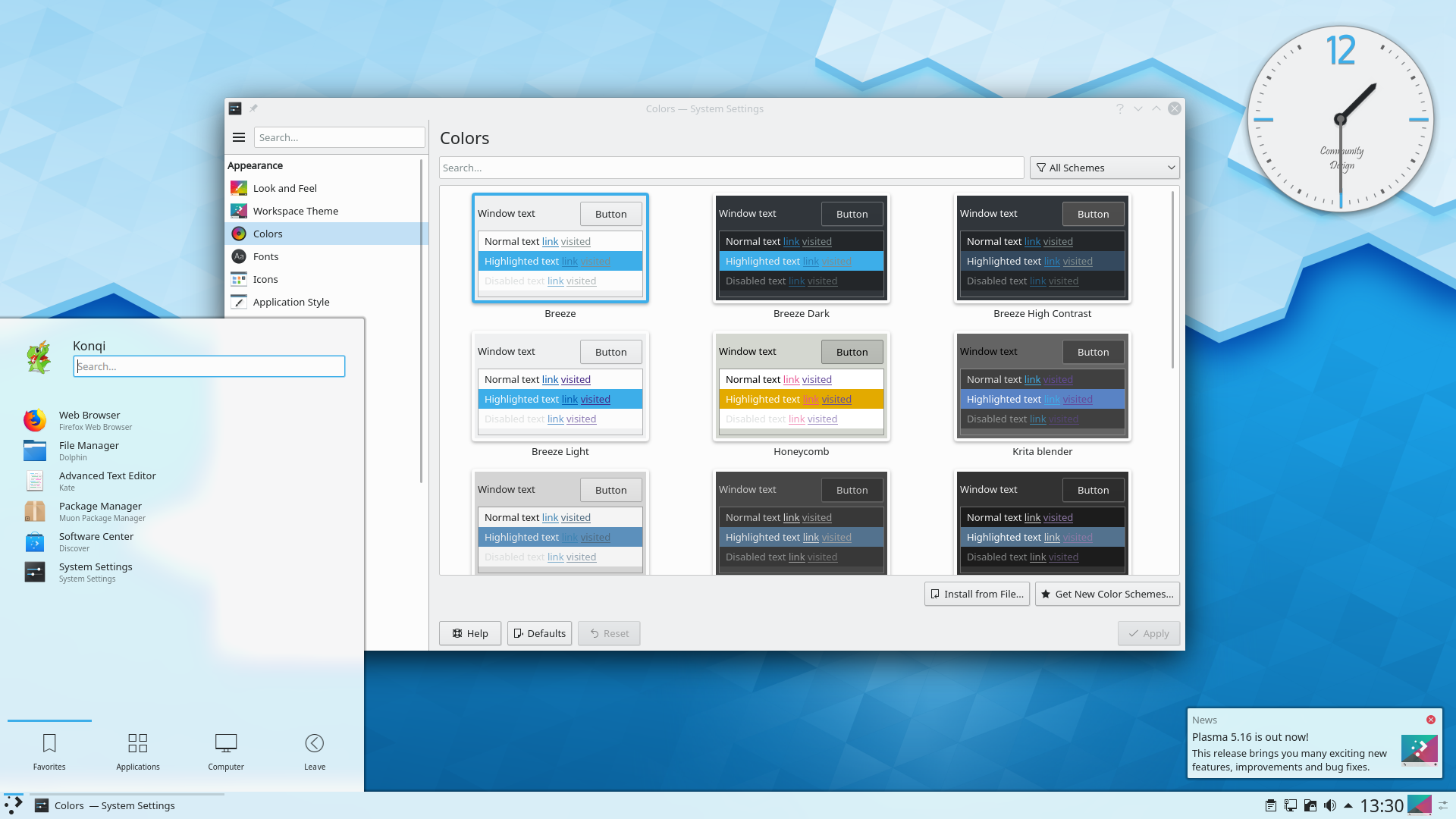
کی‌دی‌ایی
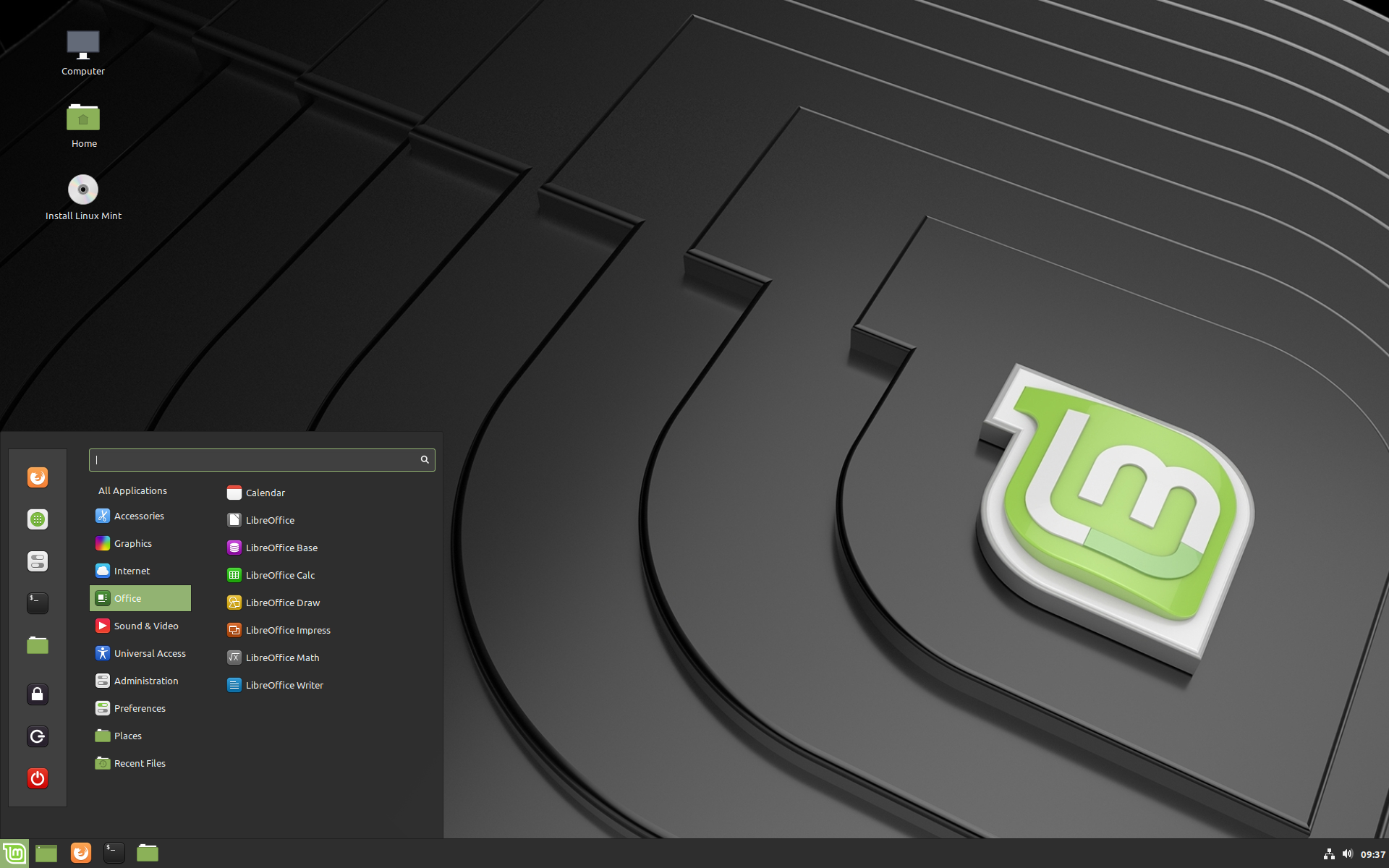
سینامون
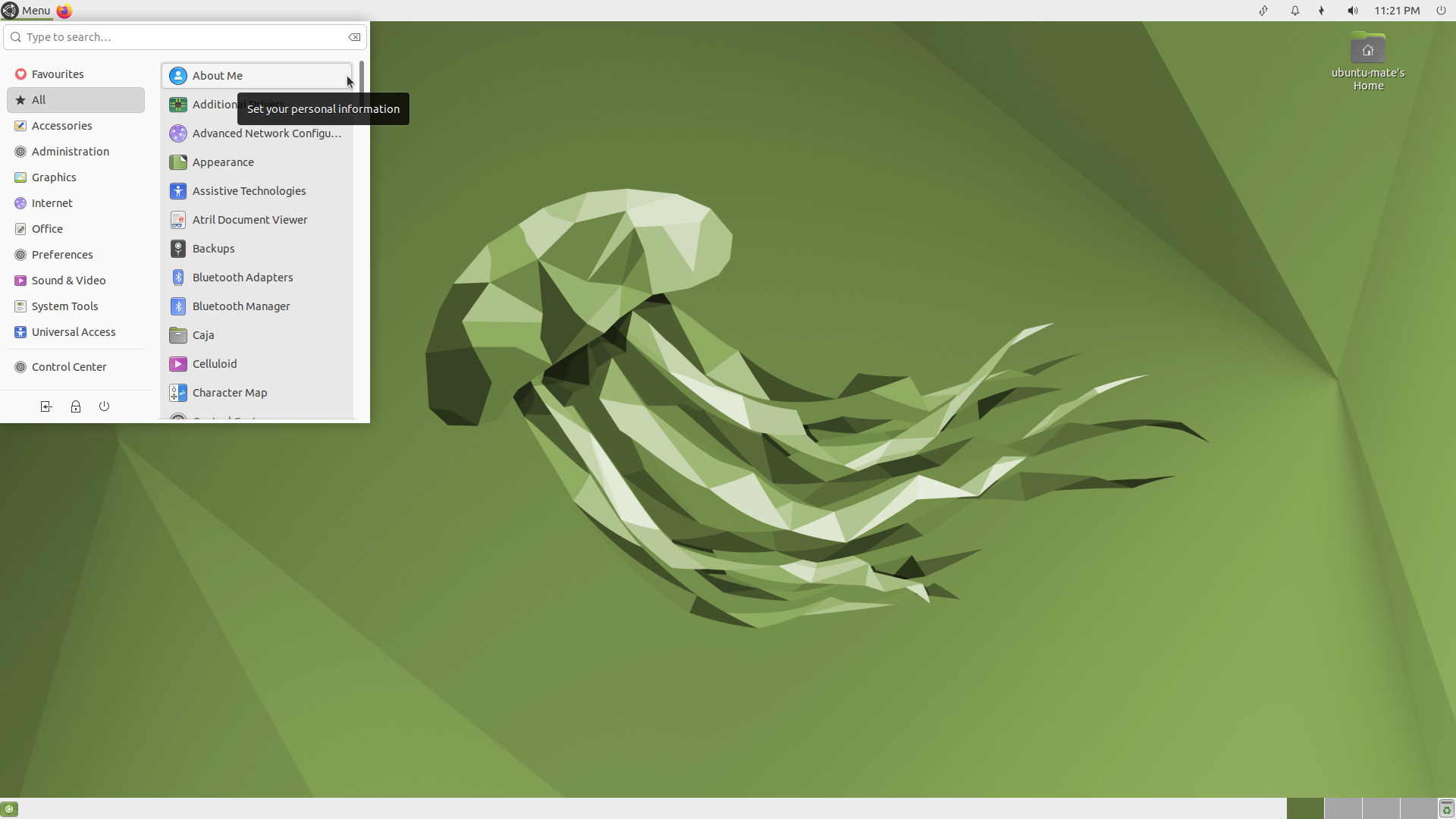
ماته
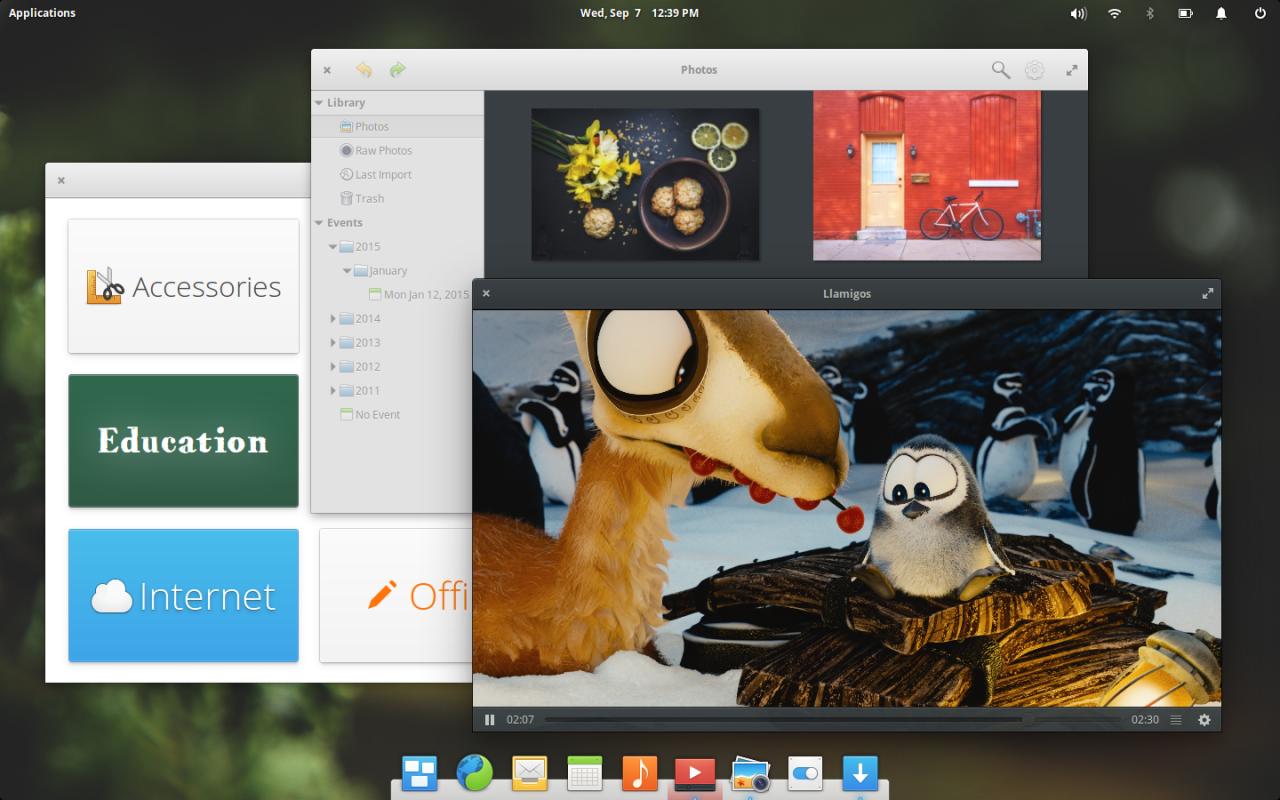
پانتئون
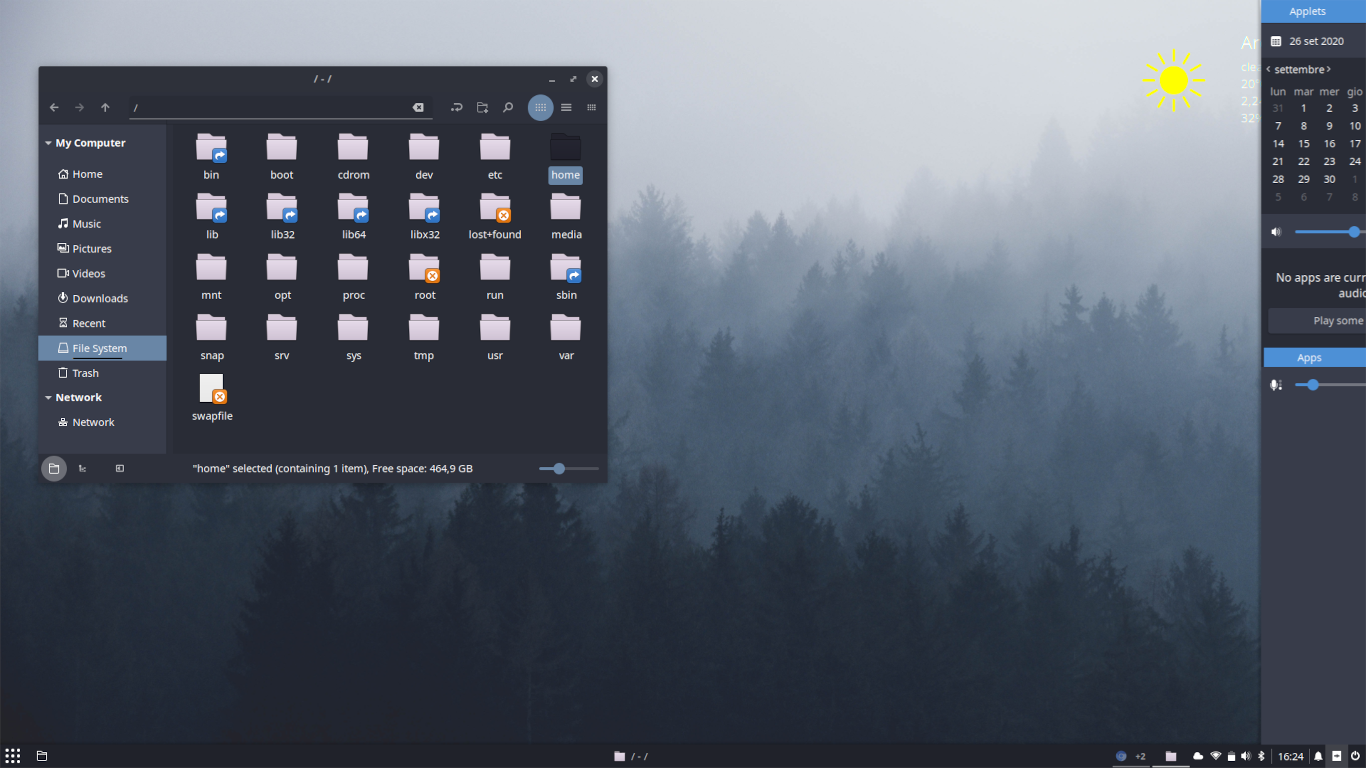
بادجی
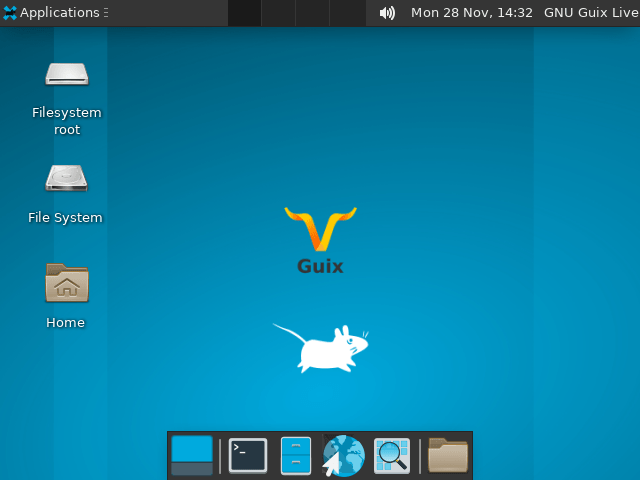
اکس‌اف‌سی‌ایی
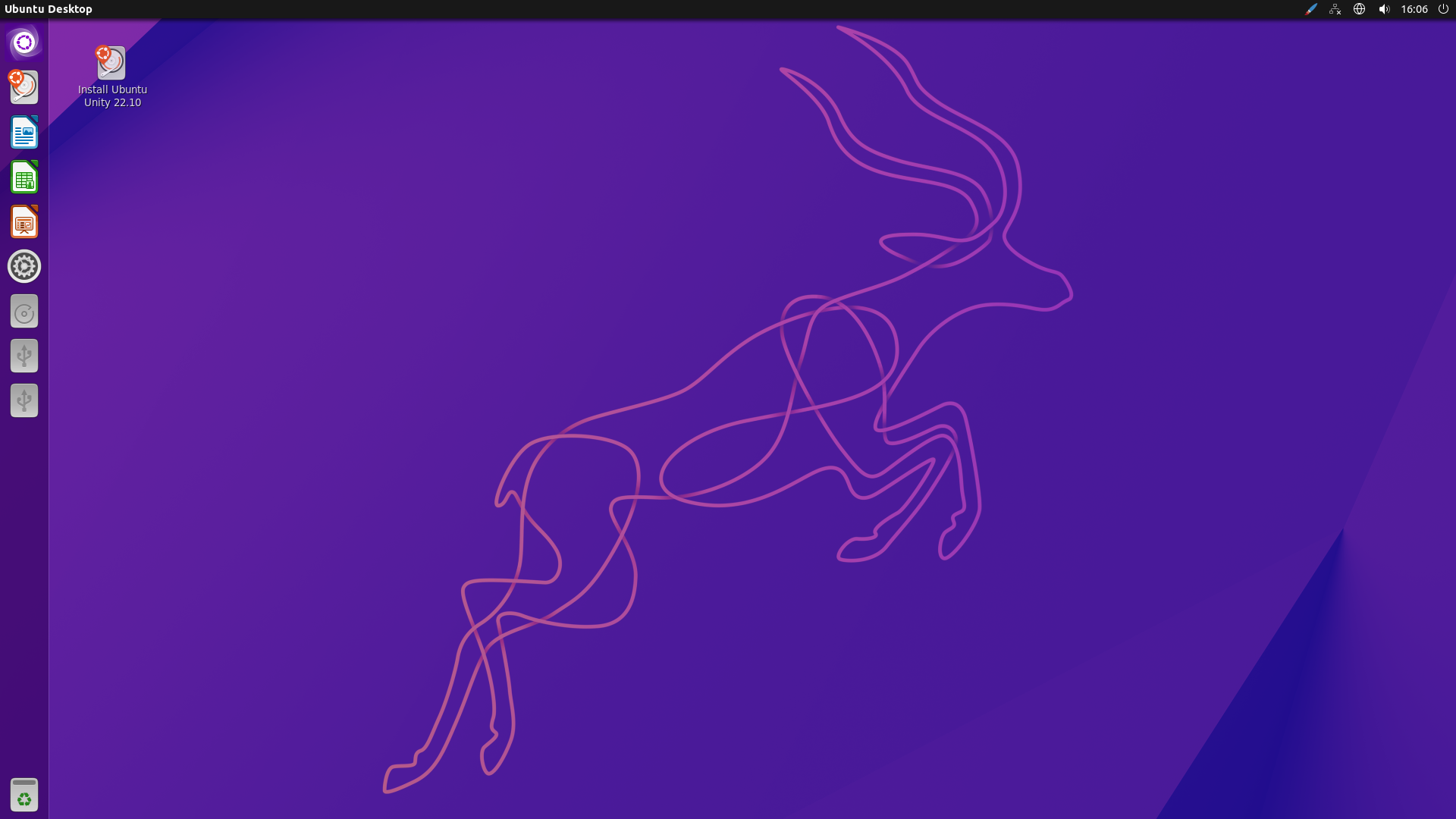
یونیتی
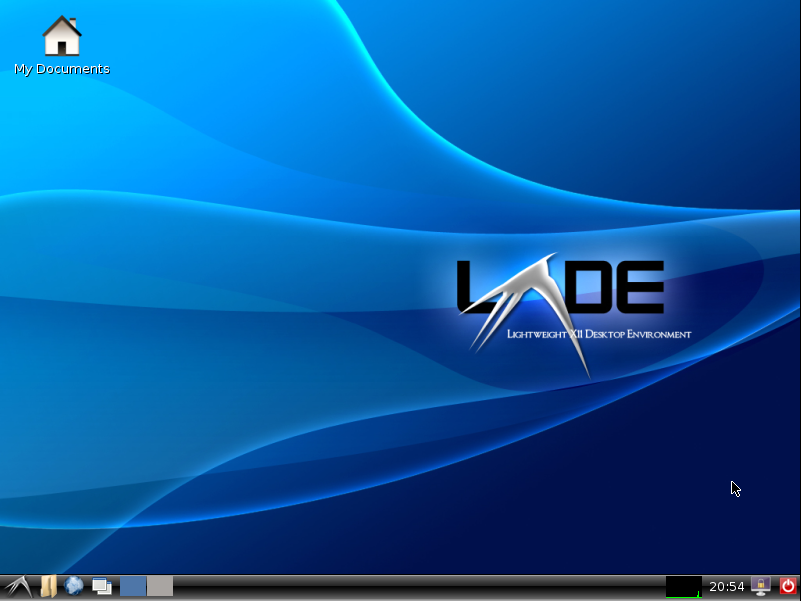
ال‌اکس‌دی‌ایی
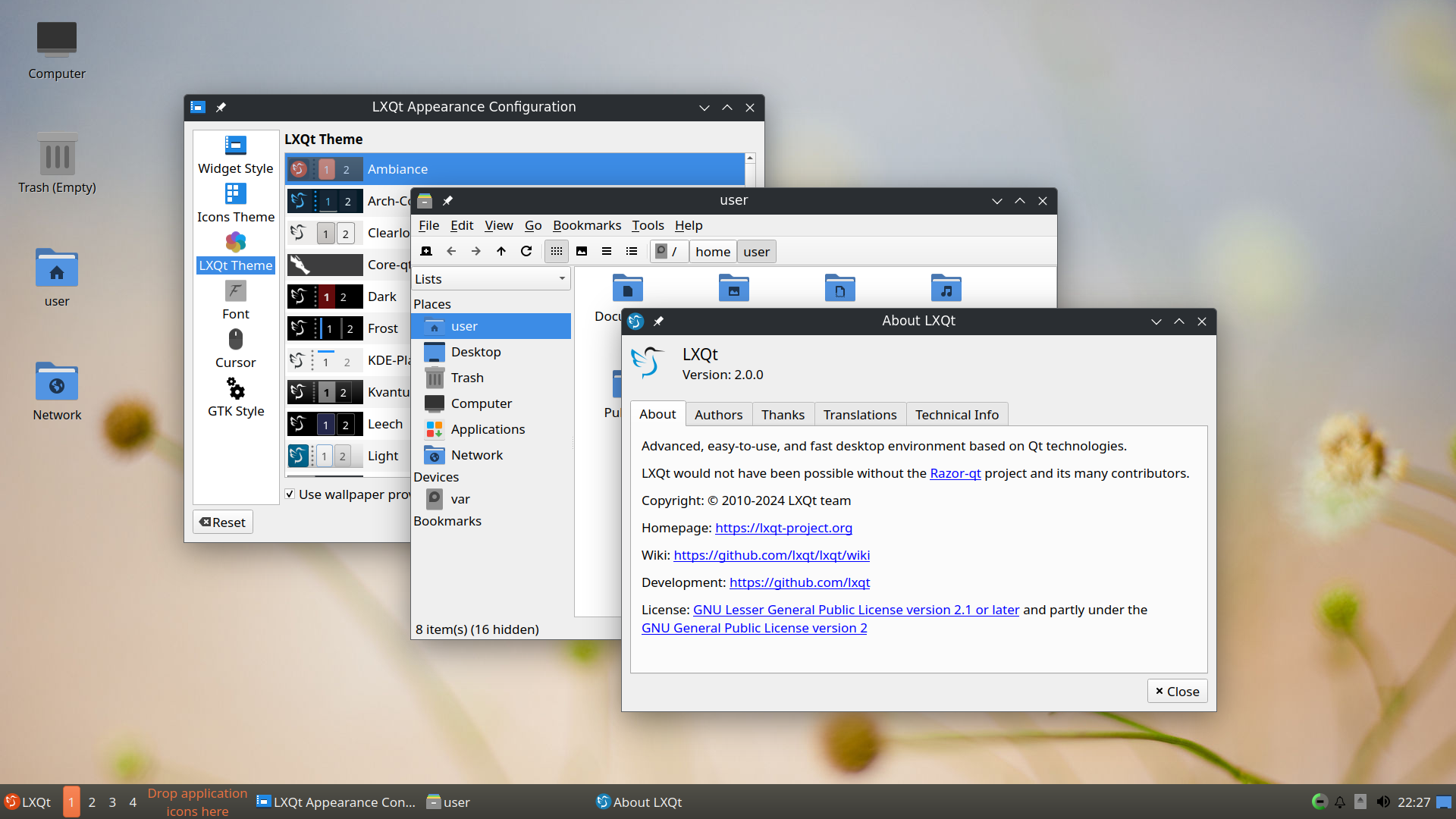
ال‌اکس‌کیوتی
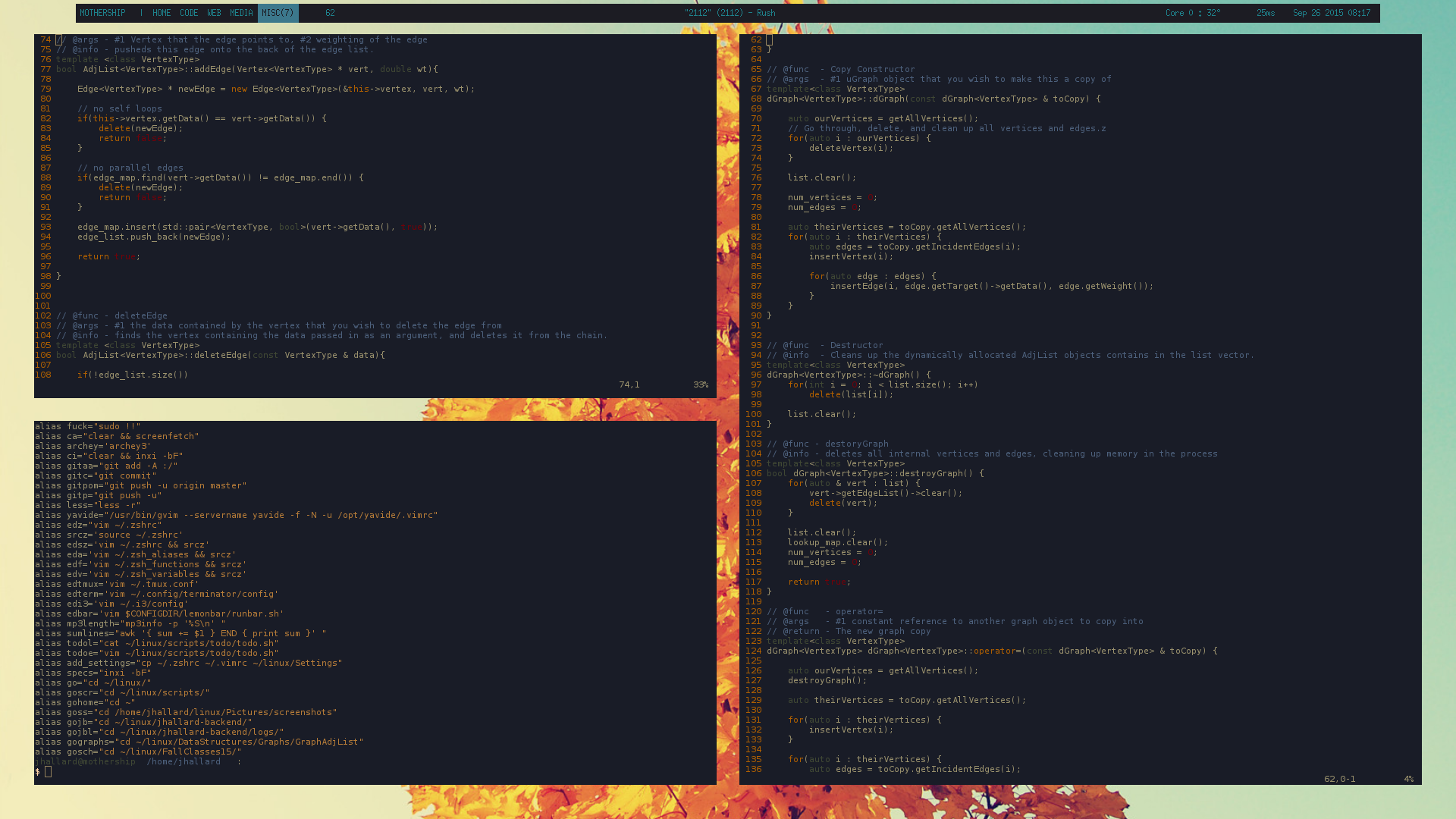
آی‌تری (مدیر پنجره‌ها)
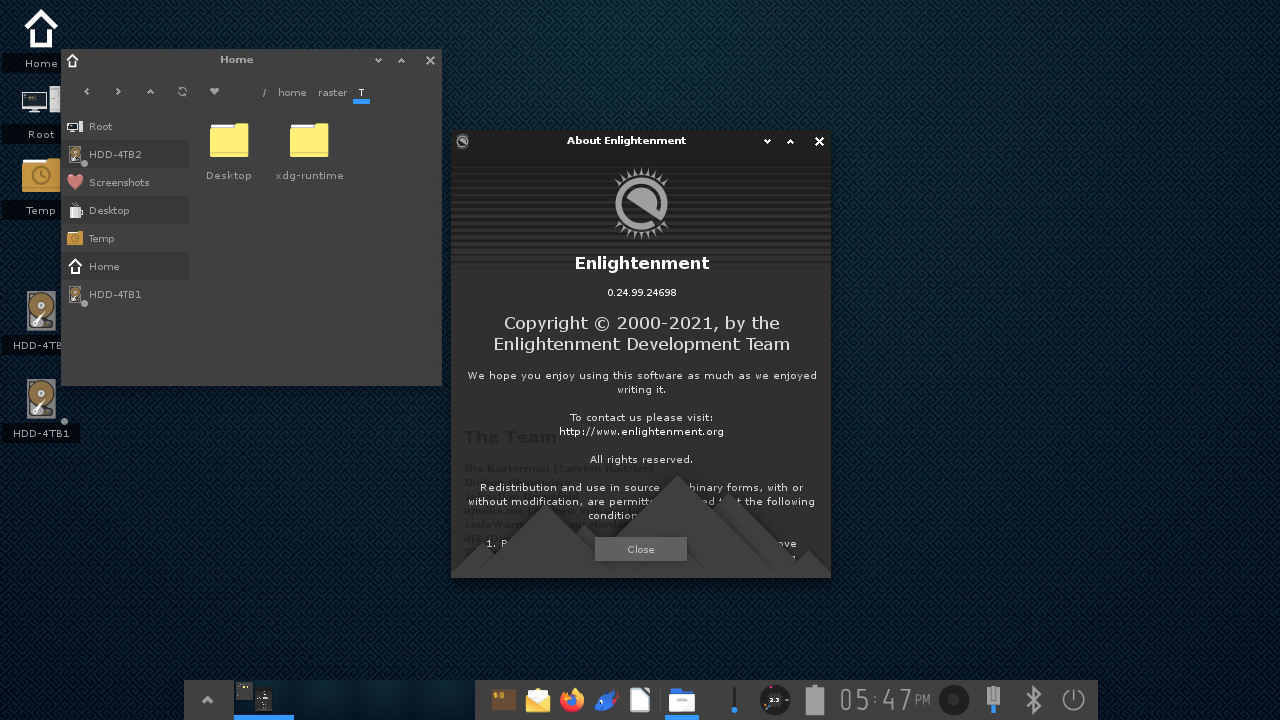
انلایتمنت
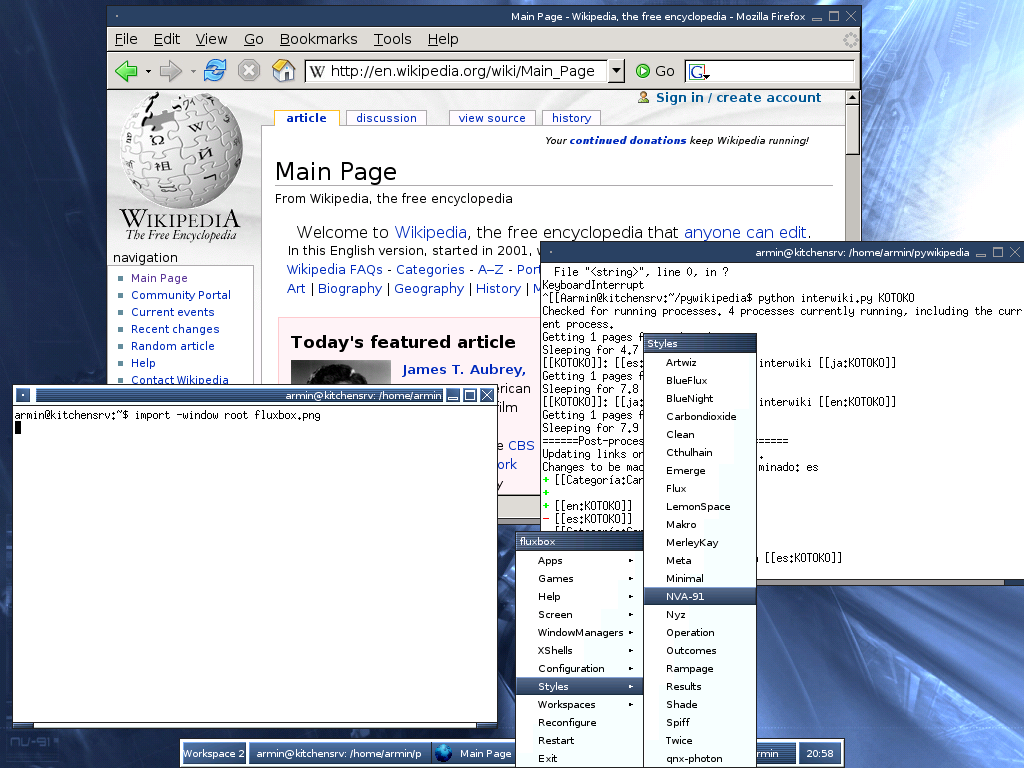
فلاکس‌باکس
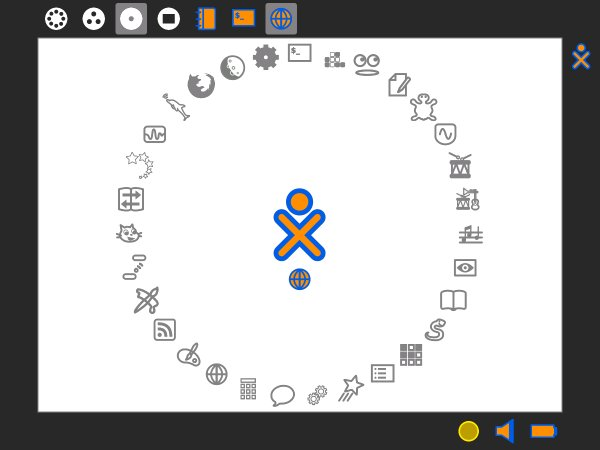
شکر
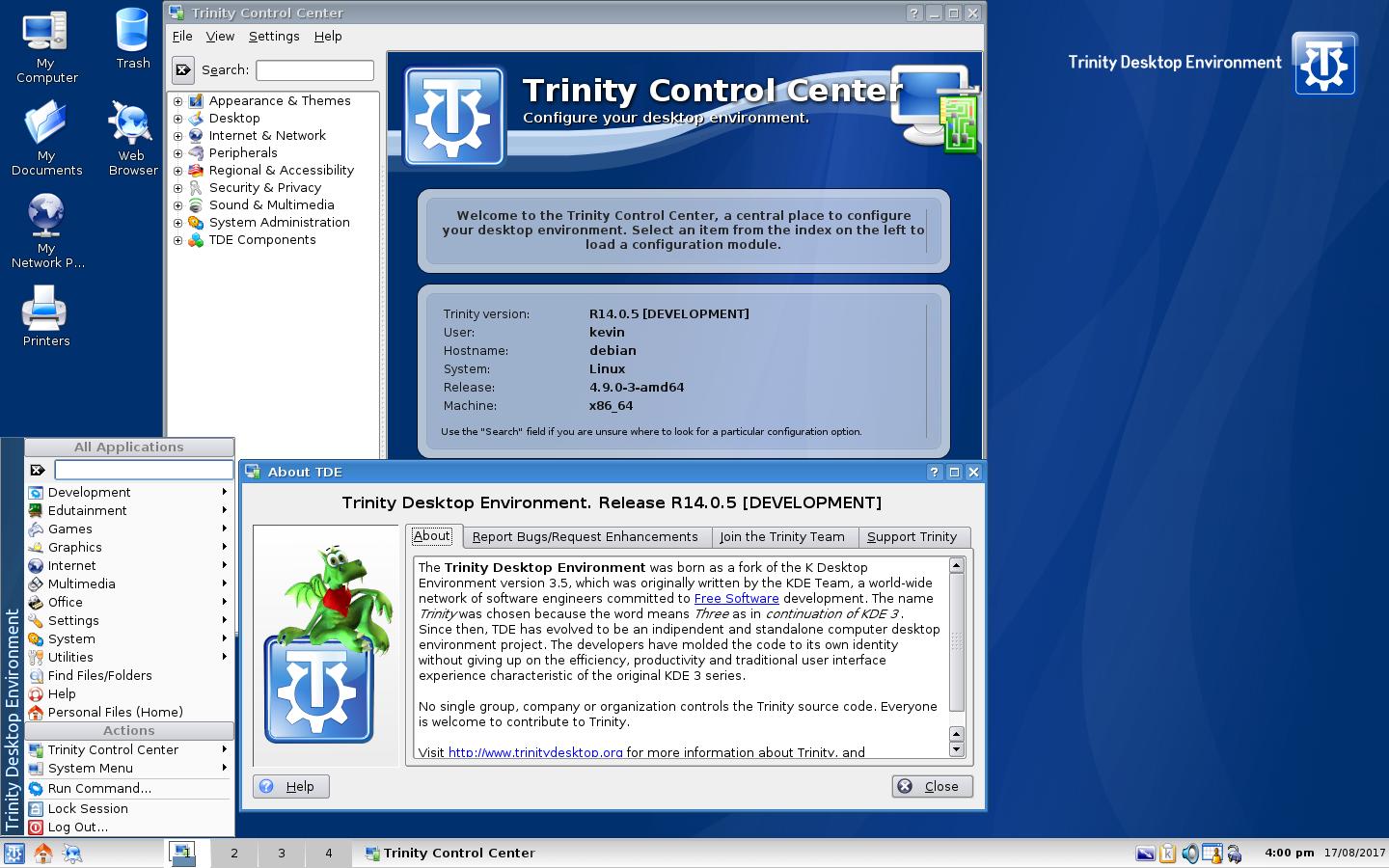
ترینیتی
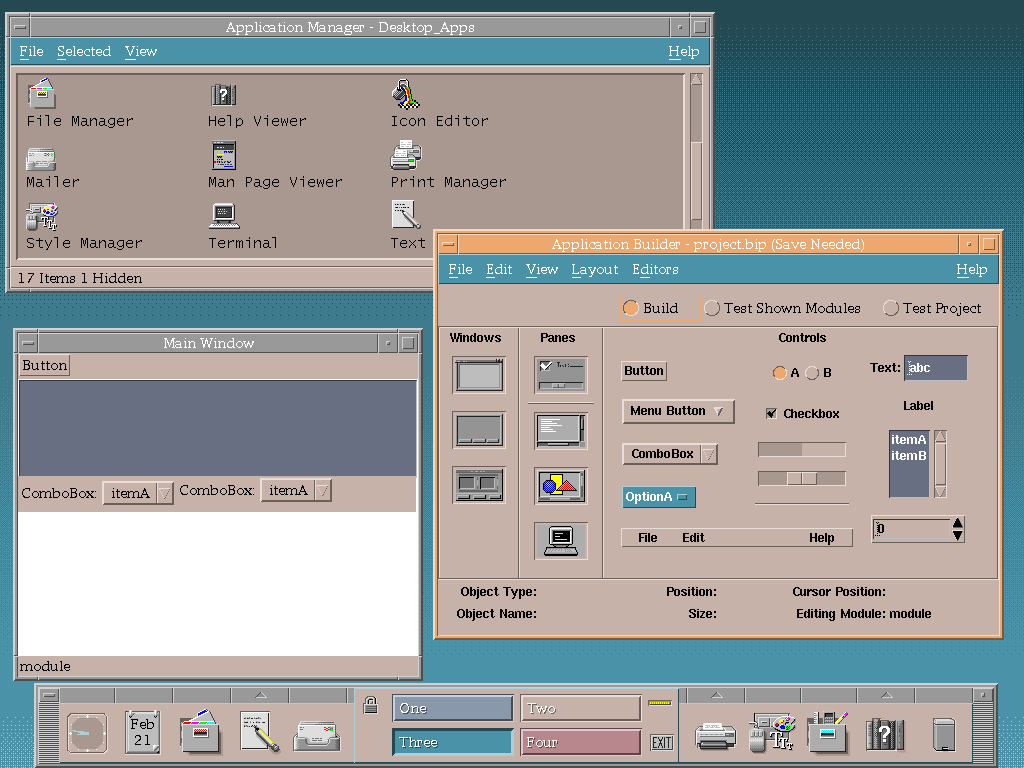
محیط میزکار اشتراکی

## نِت‌بوک‌ها
همچنین توزیع‌های لینوکس در بازار نت‌بوک‌ها بسیار محبوب شده‌اند، آن‌ها به صورت یک توزیع سفارشی و پیش‌نصب شده همراه با لپ‌تاپ‌هایی مانند ایسوس ایی‌یی‌یی پی‌سی و ایسوس اسپایر وان تحویل مشتری می‌شوند.
در سال ۲۰۰۹ گوگل کروم‌اواس را به عنوان سامانه‌عامل لینوکس‌پایه‌ی کوچک خود معرفی کرد، که از مرورگر کروم به عنوان رابط کاربری اصلی خود استفاده می‌کرد. کروم‌اواس در ابتدا به غیر از مدیر پوشه‌های دسته‌بندی شده و پخش کننده‌های موسیقی هیچ نرم‌افزار غیر وبی را اجرا نمی‌کرد. کروم‌بوک‌ها اصطلاحی بود که در ژوین ۲۰۱۱ شکل گرفت، که به نت‌بوک‌هایی گفته می‌شد که با سامانه‌عامل پیش‌نصب شده تحویل داده می‌شدند.
تا سال ۲۰۱۵ نه تنها کروم‌بوک‌های دارای صفحه‌نمایش بزرگ در دسترس قرار گرفته بودند، که با اشکال دیگه‌ی مانند لپ‌تاپ، رومیزی، تبلت و آل‌این‌وان نیز موجود شدند؛ همچنین پشتیبانی از نرم‌افزار‌های اندروید نیز اضافه شد. از ۲۰۱۸ گوگل قابلیت نصب برنامه‌های لینوکسی را با بارگُنچ به آن اضافه کرد، و این تجربه استفاده از کروم‌اواس را نزدیک به توزیع‌های لینوکسی کرد.

## کارسازها ، بزرگ‌رایانه‌ها و ابررایانه‌ها

مروری کلی بر LAMP، که در اینجا همراه با Squid نمایش داده شده است.

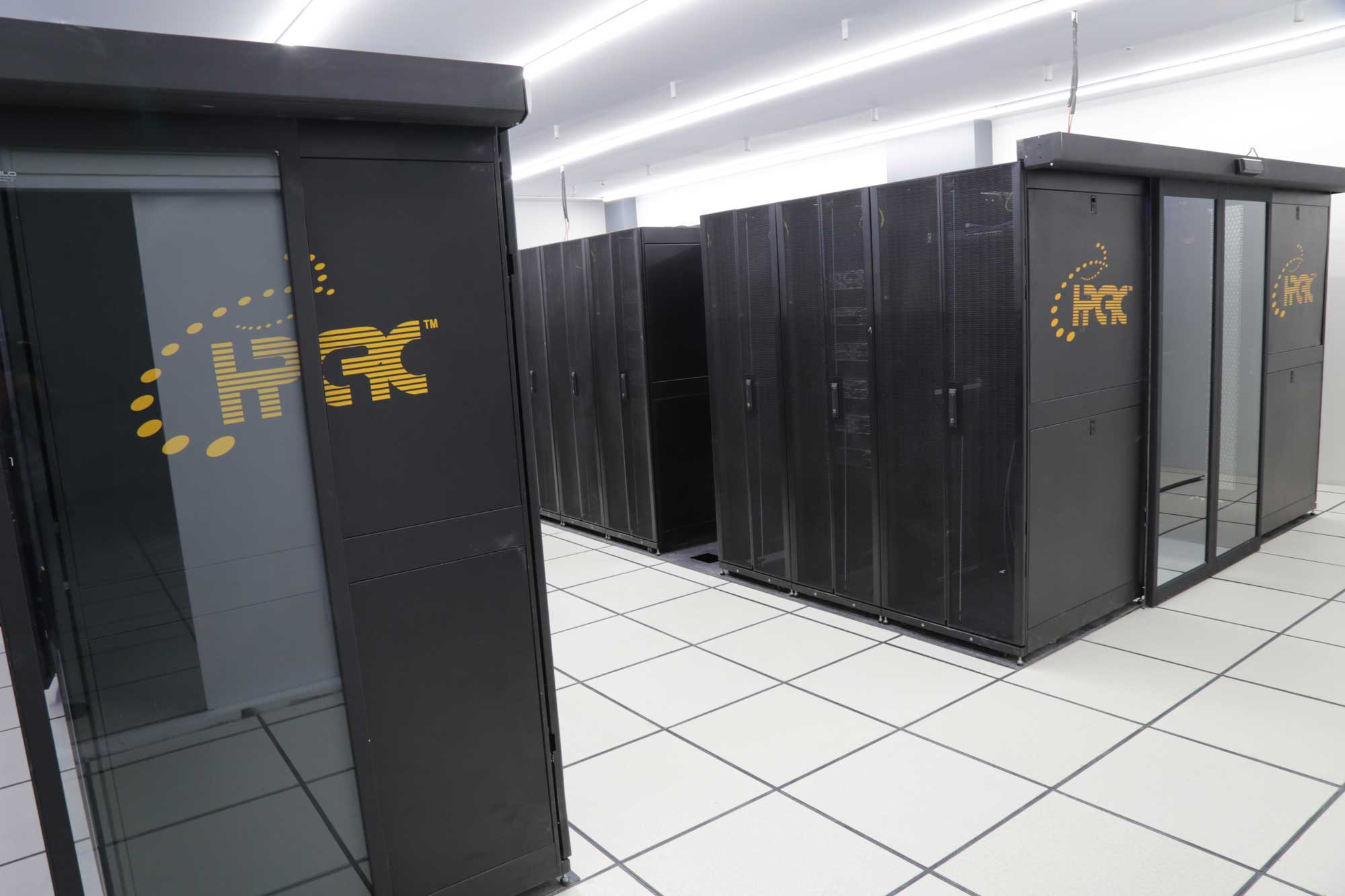
ابررایانه ملی سیمرغ به عنوان قدرتمندترین ابررایانه ایران

توزیع‌های لینوکس مدت‌هاست که به عنوان سامانه‌عامل‌های کارسازها (سرورها) مورد استفاده قرار می‌گیرند و در این حوزه به شهرت رسیده‌اند؛ نت‌کرفت در سپتامبر ۲۰۰۶ گزارش داد که هشت تا از ده شرکت معتبر میزبان اینترنت (دو شرکت دیگر با سامانه‌عامل «نامشخص») از توزیع‌های لینوکس بر روی سرورهای وب خود استفاده می‌کنند، که لینوکس در جایگاه نخست قرار دارد. در خرداد ۱۳۸۷، توزیع‌های لینوکس پنج‌ تا از ده سامانه‌عامل برتر را تشکیل می‌دادند، بی‌اس‌دی آزاد سه‌ از ده و مایکروسافت دو از ده تا را به خود اختصاص داده بود؛ از بهمن ۱۳۸۸، توزیع‌های لینوکس شش‌تا از ده‌تا سامانه‌عامل برتر را تشکیل می‌دادند، فری‌بی‌اس‌دی سه‌تا از ده‌تا و مایکروسافت یکی از ده‌تا را به خود اختصاص داده بود، که لینوکس در جایگاه اول قرار داشت.
توزیع‌های لینوکس اساس ترکیب نرم‌افزاری سرور LAMP (L: لینوکس،A: آپاچی،M: ماریا‌دی‌بی/مای‌اس‌کیو‌ال،P: پرل/PHP/پایتون) هستند که یکی از پلتفرم‌های رایج برای میزبانی وب‌سایت‌ها به‌شمار می‌آید.

توزیع‌های لینوکس به‌طور فزاینده‌ای در بزرگ‌رایانه‌ها (مِین‌فریم‌ها) رایج شده‌اند، بخشی از این موضوع به دلیل قیمت‌گذاری و مدل متن‌باز است. در آذر ۱۳۸۸، غول فناوری کامپیوتر آی‌بی‌ام گزارش داد که عمدتاً سرور لینوکس سازمانی مبتنی بر مِین‌فریم را بازاریابی و فروش خواهد کرد. در لینوکس‌کان شمال‌امریکا ۲۰۱۵، آی‌بی‌ام از لینوکس‌وان، یک دنباله مِین‌فریم‌هایی که به‌طور خاص برای اجرای لینوکس و نرم‌افزارهای متن‌باز طراحی شده‌اند، رونمایی کرد.

توزیع‌های لینوکس همچنین به‌عنوان سامانه‌عامل‌های پیش‌رو برای ابررایانه‌ها محسوب می‌شوند. تا آبان ۱۳۹۶، تمامی ابررایانه‌ها در فهرست ۵۰۰ تایی، از یکی از انواع لینوکس استفاده می‌کنند.

## دستگاه‌های هوشمند
چندین سامانه‌عامل برای دستگاه‌های هوشمند، مانند گوشی‌های هوشمند، تبلت‌ها، خانه‌های هوشمند، تلویزیون‌های هوشمند و سامانه‌های اطلاعات و سرگرمی داخل خودرو (برای نمونه، Automotive Grade Linux)، بر پایهٔ لینوکس ساخته شده‌اند. سکوهای اصلی برای این‌گونه سیستم‌ها شامل اندروید، فایرفاکس‌اواس، مِر و تایزن هستند.
بر پایهٔ میزان استفاده در وب، سهم استفادهٔ اندروید از سامانه‌عامل‌ها در سطح جهان بیشترین است و تقریباً دو برابر سهم بازار مایکروسافت ویندوز به‌شمار می‌آید. تا شهریور ۱۴۰۳، اندروید ۴۵٫۴٪ از بازار جهانی را در اختیار داشته و پس از آن ویندوز با کمتر از ۲۵٫۶٪ در رتبهٔ دوم قرار گرفته است.
با آن‌که اندروید بر پایهٔ نسخه‌ای دست‌کاری‌شده از هستهٔ لینوکس ساخته شده است، دیدگاه‌ها در این‌باره که آیا اصطلاح «توزیع لینوکسی» بر آن صدق می‌کند و این‌که آیا از دید کاربرد رایج، «لینوکس» به‌شمار می‌آید یا نه، متفاوت است. بنیاد لینوکس، کریس دی‌بونا (مسئول بخش متن‌باز گوگل)، و چندین روزنامه‌نگار، اندروید را یک توزیع لینوکسی می‌دانند. برخی دیگر، مانند پاتریک بردی (مهندس گوگل)، بر این باورند که اندروید در معنای سنتیِ توزیع‌های لینوکسیِ شبه‌یونیکس، «لینوکس» به‌شمار نمی‌آید؛ زیرا اندروید کتابخانهٔ استاندارد GNU C را در بر ندارد (و به‌جای آن از Bionic به‌عنوان کتابخانهٔ C جایگزین استفاده می‌کند) و همچنین برخی اجزای دیگر که معمولاً در توزیع‌های لینوکسی دیده می‌شوند را شامل نمی‌شود. وب‌سایت آرس تکنیکا نوشت: «با آن‌که اندروید بر پایهٔ هستهٔ لینوکس ساخته شده، این سکو شباهت چندانی با پشتهٔ سنتی لینوکس در رایانه‌های رومیزی ندارد.»

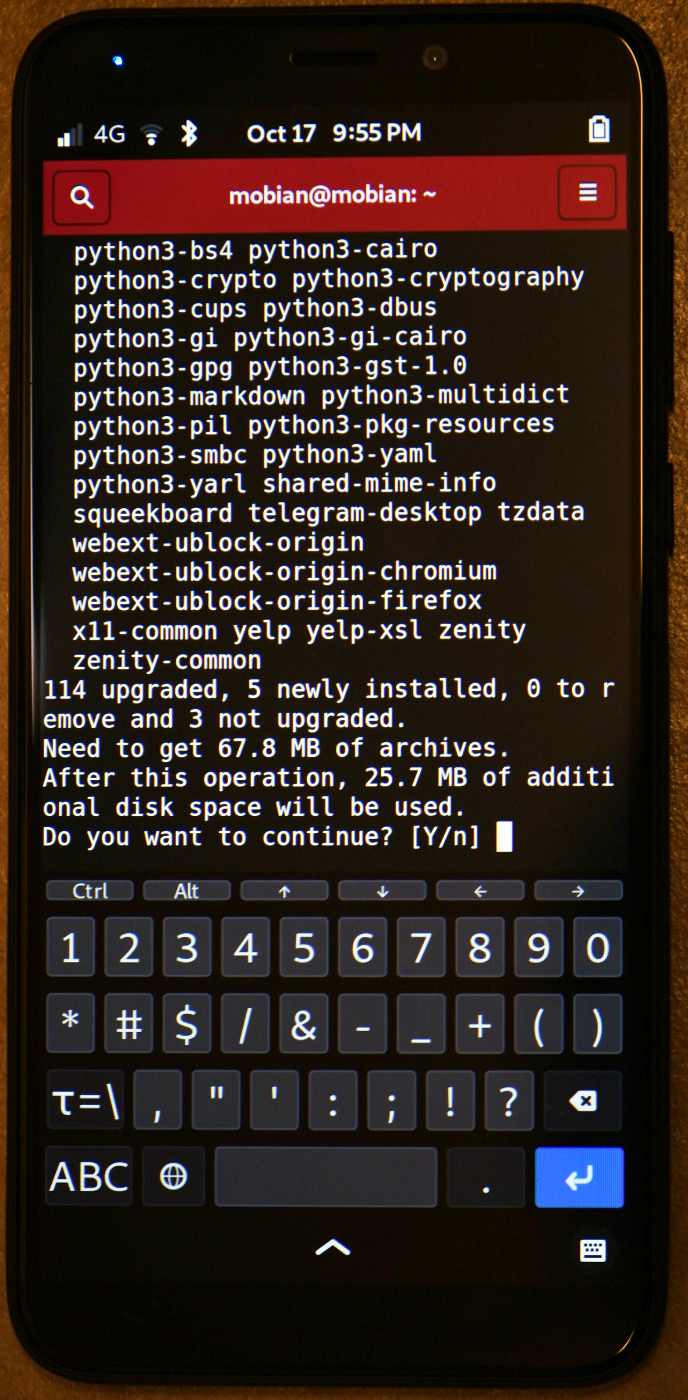
موبیان درحال اجرا بر روری پاین‌فون

از سال ۱۳۸۶، تلفن‌های همراه و دستیارهای دیجیتال شخصی که لینوکس را بر بسترهای متن‌باز اجرا می‌کردند، رایج‌تر شدند؛ از جملهٔ این نمونه‌ها می‌توان به نوکیا ان۸۱۰، نئو ۱۹۷۳ از اوپن‌موکو، موتورولا روکر ایی ۸ اشاره کرد. در ادامهٔ این روند، شرکت پالم (که بعدها توسط اچ‌پی خریداری شد) سامانه‌عامل جدیدی برگرفته از لینوکس به‌نام وب‌اواس تولید کرد که در خط تولید گوشی‌های هوشمند پالم‌پری به‌کار گرفته شد.
سامانه‌عامل مائمو شرکت نوکیا، که یکی از نخستین سامانه‌عامل‌های موبایل بود، بر پایهٔ دبیان ساخته شده بود. این پروژه بعدها با سامانه‌عامل موبایل لینوکسی دیگر به‌نام موبلین که متعلق به اینتل بود، ادغام شد و پروژه می‌گو شکل گرفت. این پروژه بعدها به‌خاطر تایزن که سامانه‌عاملی هدفمند برای دستگاه‌های موبایل و سامانه‌های اطلاعات و سرگرمی داخل خودرو (IVI) است، متوقف شد. تایزن یک پروژه درون بنیاد لینوکس است. چندین محصول سامسونگ هم‌اکنون از تایزن استفاده می‌کنند، که مهم‌ترین مثال آن سامسونگ گِر ۲ است. گوشی‌های هوشمند سامسونگ زد به‌جای اندروید از تایزن استفاده خواهند کرد.
به‌دلیل پایان پروژه می‌گو، پروژه مر پایگاه‌کد میگو را چنگ (فورک) زده و به‌عنوان مبنای سامانه‌عامل‌های موبایل‌محور ایجاد کرد. در تیر ۱۳۹۱، ژولا سامانه‌عامل سِیل‌فیش‌اواس را معرفی کرد که سامانه‌عاملی موبایل‌محور است و بر پایهٔ فناوری مر ساخته شده است.
سامانه‌عامل فایرفاکس‌او‌اس موزیلا شامل هستهٔ لینوکس، لایهٔ انتزاع سخت‌افزار، محیط اجرایی مبتنی بر استانداردهای وب و رابط کاربری، و مرورگر وب یکپارچه است.
شرکت کانونیکال سامانه‌عامل اوبونتو تاچ را منتشر کرده است، با هدف ایجاد همگرایی در تجربهٔ کاربری بین این سامانه‌عامل موبایل و نسخهٔ رومیزی آن، اوبونتو. این سامانه‌عامل همچنین هنگام اتصال به یک مانیتور خارجی، رومیزی کامل اوبونتو را ارائه می‌دهد.
گوشی هوشمند لیبریم ۵ توسط شرکت پوریسم توسعه یافته است. به‌طور پیش‌فرض، این دستگاه از سامانه‌عامل پیور اواس که بر پایهٔ لینوکس و ساختهٔ خود شرکت است، استفاده می‌کند، اما می‌تواند سایر توزیع‌های لینوکسی را نیز اجرا کند. مانند اوبونتو تاچ، پیور اواس با هدف ایجاد همگرایی طراحی شده است و اجازه می‌دهد برنامه‌های رومیزی روی گوشی هوشمند اجرا شوند. یک نمونه از این برنامه‌ها نسخهٔ رومیزی مرورگر فایرفاکس موزیلا است.
گوشی هوشمند دیگری به‌نام پاین‌فون توسط تولیدکنندهٔ کامپیوتر پاین۶۴ ساخته شده است. پاین‌فون می‌تواند انواع مختلفی از سامانه‌عامل‌های مبتنی بر لینوکس مانند اوبونتو تاچ و پست‌مارکت‌اواس را اجرا کند.

## دستگاه‌های نهفته
دستگاه‌های تعبیه‌شده یا دستگاه‌های توکار (دستگاه‌های نهان یا دستگاه‌های نهفته) (به انگلیسی: Embedded system) در واقع رایانه‌هایی هستند که برای کنترل یک سامانه بزرگ و مشخص طراحی شده‌اند و مخصوصاً در زمان‌هایی که محدودیت‌هایی در مورد پردازش همزمان وجود دارد به کار می‌روند. به‌دلیل هزینهٔ پایین و امکان سفارشی‌سازی آسان، لینوکس اغلب در دستگاه‌های نهفته به‌کار می‌رود. در بخش تجهیزات مخابراتی غیرموبایلی، بیشتر سخت‌افزارهای تجهیزات سمت مشتری از سامانه‌عامل‌هایی مبتنی بر لینوکس استفاده می‌کنند. OpenWrt یک نمونهٔ انجمن‌محور است که بسیاری از میان‌افزارهای منتشرشده توسط تولیدکنندگان اصلی بر پایهٔ آن ساخته شده‌اند.
برای نمونه، دستگاه ضبط ویدیویی دیجیتال تی‌وُ نیز از نسخه‌ای سفارشی‌شده از لینوکس استفاده می‌کند؛ همچنین چندین دیوارهٔ آتش و رهیاب شبکه از سازندگانی مانند سیسکو، لینک‌سیس نیز به همین ترتیب هستند. ایستگاه‌های کاری موسیقی کرگ او‌اِی‌سیس، کرگ کرونوس، یاماها موتیف اکس‌اس، سینتی‌سایزرهای یاماها اس۹۰ اکس‌اس و یاماها ماکس۶، ماژول تولید صدای یاماها موتیف اکس‌اس و پیانوی دیجیتال رولند آردی ۷۰۰ جی‌اکس نیز همگی لینوکس را اجرا می‌کنند. لینوکس همچنین در سامانه‌های کنترل نورپردازی صحنه مانند کنسول هول‌هوگ۳ نیز به‌کار می‌رود.